# Roberto Stagno

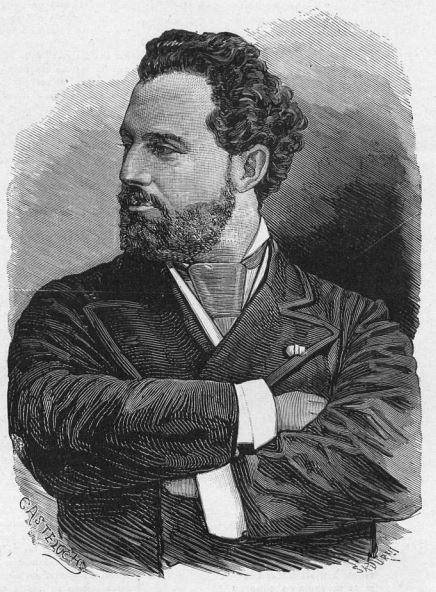
Roberto Stagno

Vincenzo Andreoli Stagno (* 11. Oktober 1840 in Palermo; † 26. April 1897 in Genua) war ein italienischer Opernsänger (Tenor).

## Leben
Der aus wohlhabender Familie stammende Stagno studierte Jura und absolvierte eine musikalische Ausbildung bei Antonio Cantelli in Palermo und bei Giovanni Battista Lamperti. 1862 debütierte er in Lissabon als Rodrigo in Rossinis Otello. 1856 vertrat er mit großem Erfolg am Teatro Real in Madrid den berühmten Enrico Tamberlik in der Titelrolle der Oper Robert le Diable von Giacomo Meyerbeer.
1868 trat er am Moskauer Bolschoi-Theater mit der Primadonna Désirée Artôt auf. In Italien debütierte er 1870 am Teatro Apollo, wo er u. a. in Meyerbeers Hugenotten, Verdis Il trovatore und Rossinis Otello auftrat. 1879 fand sein erster Auftritt in Buenos Aires statt, wohin er immer wieder zurückkehrte.
1883 heiratete Stagno in Buenos Aires die Sopranistin Gemma Bellincioni, mit der er fortan häufig gemeinsam auftrat. Auch ihre Tochter Bianca wurde als Opernsängerin bekannt. In der Eröffnungssaison 1883–84 der Metropolitan Opera in New York City sang er den Enzo in der amerikanischen Uraufführung von Amilcare Ponchiellis La Gioconda.
Mit seiner Frau wandte er sich dem Repertoire des italienischen Verismo zu. So sang er in der [Uraufführung]von Mascagnis Cavalleria rusticana 1890 am Teatro Costanzi in Rom den Turiddu. Er wirkte hier im gleichen Jahr an der Uraufführung von Nicola Spinellis Labilia und Vincenzo Ferronis Rudello, 1892 von Umberto Giordanos Mala Vita am Teatro Argentina und 1895 in Triest von Antonio Smareglias Nozze Istriane mit. Als Gast trat er in dieser Zeit u. a. an der Wiener Hofoper, den Opernhäusern von Frankfurt, Zagreb und Brünn und an der Berliner Kroll-Oper auf.